# Guy Di Méo
Pour les articles homonymes, voir Méo.
Guy Di Méo, né en 1945, est un géographe français, spécialiste de la géographie sociale et culturelle.
Il est professeur à l'Université Michel de Montaigne (Bordeaux III), et fut directeur jusqu'au 31 décembre 2010 de l'Unité mixte de recherche « Aménagement, Développement, Environnement, Santé et Sociétés » (UMR ADES). Actuellement, il est professeur émérite.

## Thèse et idée principales
Avec Hervé Gumuchian et Robert Hérin puis (de la jeune génération) Vincent Veschambre, Guy Di Méo est un des chefs de file de la géographie sociale, voire sociale et culturelle, par opposition à une géographie culturelle d'inspiration culturaliste, comme celle pratiquée par Paul Claval et l'école de géographie de l'Université Paris IV.
Il est selon la société de géographie une figure centrale de la géographie française contemporaine.

## Ouvrages
- Guy Di Méo, Les pays du Tiers Monde: Géographie sociale et économique, Broché, 1987
- Guy Di Méo, Les démocraties industrielles, Masson, 1988.
- Guy Di Méo, L'homme, la société, l'espace, Anthropos, 1991.
- Guy Di Méo, La ville moyenne dans sa région: Pau, les pays de l'Adour et l'Aquitaine, Éditions de la Maison des sciences de l'homme d'Aquitaine, 1995.
- Guy Di Méo, Les territoires du quotidien, L'Harmattan, 1996.
- Guy Di Méo, Géographie sociale et territoires, Nathan, 1998.
- Guy Di Méo, La géographie en fêtes, Géophrys, 2001.
- Guy Di Méo, L'espace social : Lecture géographique des sociétés, Armand Colin, 2005.
- Guy Di Méo, Les murs invisibles, femmes, genre et géographie sociale, Armand Colin, 2011.
- Guy Di Méo, Introduction à la géographie sociale, Armand Colin, 2014.
- Guy Di Méo, Le désarroi identitaire (une géographie sociale), L'Harmattan, 2017.